# Fritzi Burger
Friederike „Fritzi“ Burger (* 6. Juni 1910 in Wien, Österreich-Ungarn; † 16. Februar 1999 in Portland, Maine) war eine österreichische Eiskunstläuferin, die im Einzellauf startete.

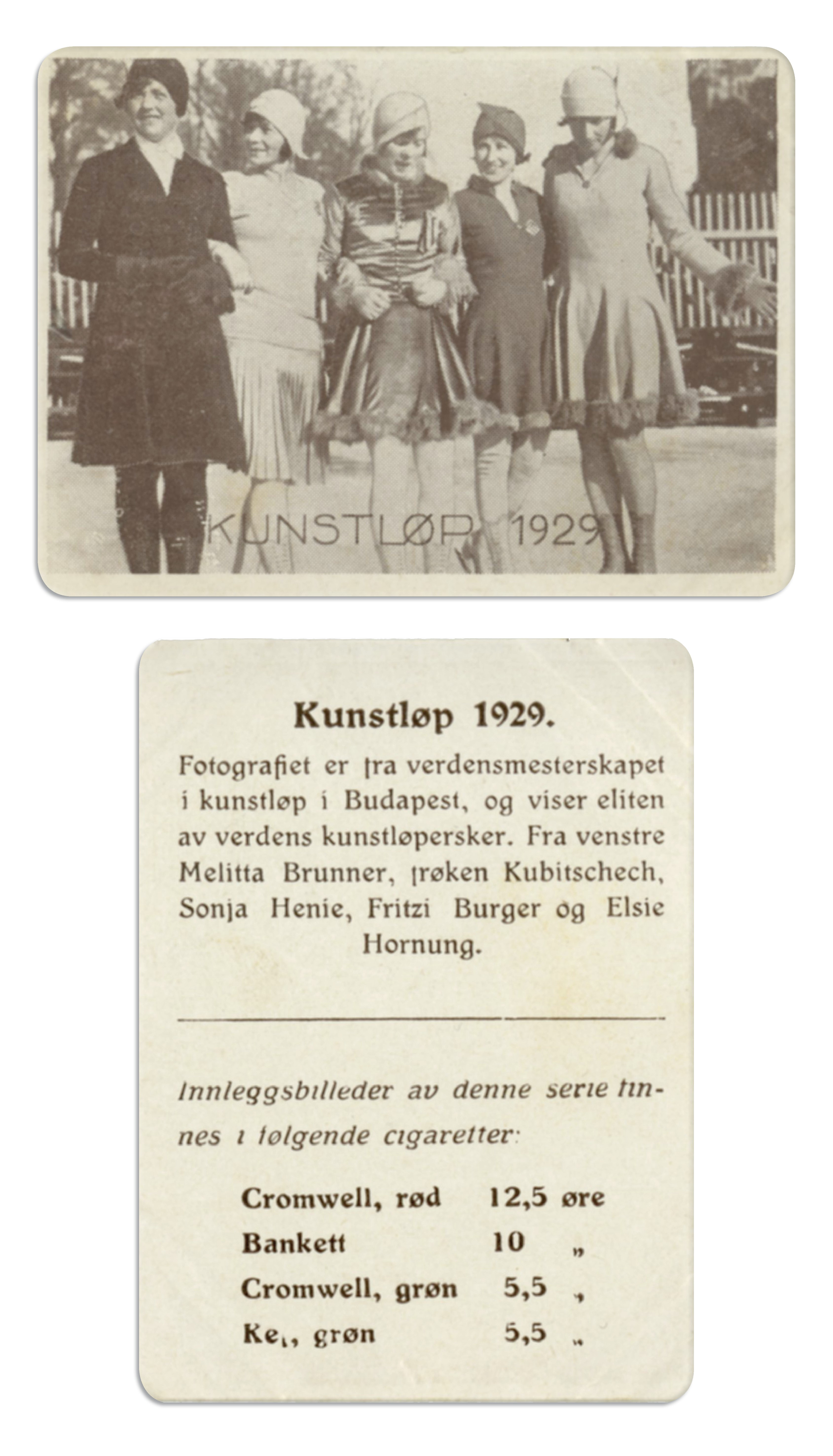
Weltmeisterschaften 1929 der Damen (von links):
- Melitta Brunner
- Grete Kubitschek
- Sonja Henie
- Fritzi Burger
- Ilse Hornung

## Karriere
Fritzi Burger wurde von 1928 bis 1931 österreichische Meisterin im Eiskunstlauf der Damen und trat damit die Nachfolge von Herma Szabó an.
Bei der ersten Europameisterschaft, in der es eine eigene Damenkonkurrenz gab, gewann Burger 1930 in Berlin die Goldmedaille und war damit die erste Europameisterin in der Geschichte des Eiskunstlaufes. Die langjährige Weltmeisterin Sonja Henie aus Norwegen war bei diesem Turnier abwesend. Burger gelang es nie, sie in einem Wettbewerb zu schlagen. So blieb ihr zumeist der zweite Platz. 1931 und 1932 wurde Burger Vize-Europameisterin hinter Henie und 1933 Dritte.
Burger nahm auch viermal an Weltmeisterschaften teil. 1928 und 1931 gewann sie Bronze, 1929 und 1932 wurde sie Vize-Weltmeisterin hinter Henie. Bei den Olympischen Spielen ereilte sie das gleiche Schicksal, sowohl 1928 in St. Moritz, wie auch 1932 in Lake Placid gewann sie Silber hinter der Norwegerin.
Nach ihren letzten Olympischen Spielen beendete sie 1932 ihre Karriere und ging nach London, wo sie Shinkichi Nishikawa, einen Enkelsohn des japanischen Perlenmagnaten Kokichi Mikimoto, ehelichte. Ihr gemeinsamer Sohn kam 1937 in Tokio zur Welt. In den 1990er Jahren gab sie, in den USA lebend, einige Interviews für Reportagen über die Geschichte des Eiskunstlaufens.

## Ergebnisse
| Wettbewerb / Jahr               | 1927 | 1928 | 1929 | 1930 | 1931 | 1932 | 1933 | 1934 |
| ------------------------------- | ---- | ---- | ---- | ---- | ---- | ---- | ---- | ---- |
| Olympische Winterspiele         |      | 2.   |      |      |      | 2.   |      |      |
| Weltmeisterschaften             |      | 3.   | 2.   |      | 3.   | 2.   |      |      |
| Europameisterschaften           |      |      |      | 1.   | 2.   | 2.   | 3.   |      |
| Österreichische Meisterschaften | 3.   | 1.   | 1.   | 1.   | 1.   | 2.   |      | 3.   |